# 华莱士·琼斯
华莱士·克莱顿·“瓦瓦”·琼斯（英語：Wallace Clayton “Wah Wah” Jones，1926年7月14日—2014年7月27日），美国职业篮球运动员，曾代表美国参加1948年夏季奥运会男子篮球比赛，并获得金牌。1949年至1952年效力于NBA的印第安纳波利斯奥林匹亚。

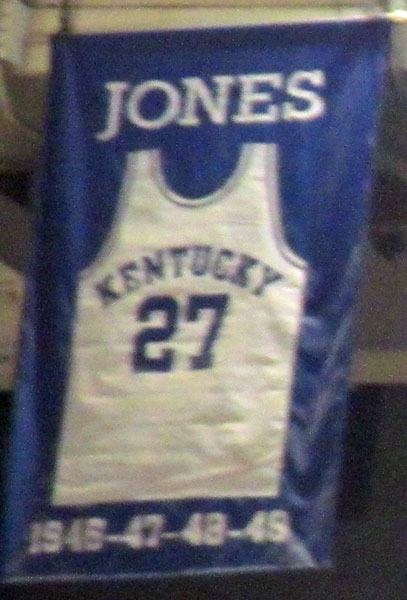
悬挂在鲁普球馆的纪念琼斯的球衣